# Копайгородский, Алексей Сергеевич
Алексе́й Серге́евич Копайгоро́дский (род. 26 марта 1985, Краснодар, Краснодарский край, РСФСР) — российский государственный и политический деятель. Глава города Сочи (11 сентября 2019 — 14 мая 2024).

## Биография
В 2008 году окончил Краснодарское высшее военное училище (военный институт) имени генерала армии С. М. Штеменко по специальности «Комплексная защита объектов информатизации».
В 2012 году окончил Владимирский юридический институт Федеральной службы исполнения наказаний по специальности «Юриспруденция».
В 2015 году окончил Российскую академию народного хозяйства и государственной службы при Президенте Российской Федерации по специальности «Государственное и муниципальное управление».
В 2013 году присуждена ученая степень кандидата педагогических наук. Тема диссертации: «Совершенствование воинского воспитания курсантов высших военно-учебных заведений Министерства обороны Российской Федерации».
С 2003 по 2013 годы служил в Вооруженных Силах Российской Федерации.
С января 2014 года по сентябрь 2015 года выполнял обязанности заместителя начальника управления по работе с политическими партиями, общественными объединениями и межнациональным отношениям департамента внутренней политики администрации Краснодарского края, начальник отдела общественно-политического мониторинга.
С сентября 2015 года по февраль 2016 года занимал должность заместителя директора департамента внутренней политики администрации Краснодарского края.
С февраля 2016 года по март 2017 года являлся заместителем главы муниципального образования город Краснодар.
В марте 2017 года назначен директором департамента внутренней политики администрации Краснодарского края.
В сентябре 2017 года утверждён заместителем главы администрации (губернатора) Краснодарского края.
9 сентября 2019 года после окончания полномочий бывшего главы Сочи Анатолия Пахомова назначен заместителем главы города-курорта Сочи и исполняющим обязанности главы города.
Депутаты городского собрания Сочи 10 сентября 2019 года путём тайного голосования избрали главой города-курорта Сочи Алексея Сергеевича Копайгородского. Кандидатура мэра была поддержана единогласно. Всего проголосовали сорок четыре депутата.
11 сентября 2019 года вступил в должность главы города Сочи. 10 декабря 2020 года был переизбран на пост мэра в связи с исключением поселка Сириус из состава Адлерского района Сочи и присвоением ему статуса федеральной территории. Инаугурация состоялась 29 декабря 2020 года.
14 мая 2024 года подал в отставку в связи с переходом на другую должность.
В середине сентября 2024 года стало известно о том, что Копайгородский участвует во вторжении России на Украину и проходит службу на территории Луганской Народной Республики. 25 сентября Копайгородский арестован по уголовному делу об особо крупной растрате. Ему может грозить до 10 лет лишения свободы. Его супруга Янина Копайгородская отправлена под домашний арест.

## Награды
- Памятная медаль «XXII Олимпийские зимние игры и XI Паралимпийские зимние игры 2014 года в г. Сочи» (2014);
- Благодарственное письмо Президента Российской Федерации (2018);
- Медаль Медаль «За выдающийся вклад в развитие Кубани» I степени (2018);
- Медаль «За укрепление таможенного содружества» (2018);
- Медаль Совета Безопасности Российской Федерации «За заслуги в укреплении международной безопасности» (2018);
- Медаль ордена «За заслуги перед Отечеством» II степени (2019),

другие награды.

## Семья и личная жизнь
Женат, пятеро детей. 
Супруга — Янина Николаевна Копайгородская. Бывшая супруга — Анастасия Гредина.